# DR 137 160 und 161
Die Triebwagen der Reihe DR 137 160 und 161 waren Versuchstriebwagen der Firma Westwaggon. Sie gelten mit als die ersten Fahrzeuge mit hydrodynamischer Kraftübertragung und entsprachen von ihrem Äußeren weitgehend den Einheitstriebwagen 137 094 … 223. Die Fahrzeuge waren nach dem Zweiten Weltkrieg bei der Deutschen Bundesbahn eingesetzt und waren bis 1963 als Reihe VT 33.5 bezeichnet. Sie sind heute nicht mehr vorhanden.

## Geschichte
Nach dem 820 entstanden diese beiden Triebwagen als weitere Probetriebwagen für die hydraulische Kraftübertragung bei der Firma Westwaggon in Köln-Deutz. Sie basierten auf der Grundlage der seit Jahren bewährten DR 137 094 … 223 und unterschieden sich von diesen Fahrzeugen lediglich durch einige Details der Antriebsanlage. Sie wurden 1937 geliefert und zunächst in Karlsruhe eingesetzt. Von dieser Antriebskonfiguration bestellte die Deutsche Reichsbahn später zwei weitere Fahrzeuge mit der Bezeichnung DR 137 271 und 272, jedoch mit anderen Motoren.
Der 137 161 wurde zwischen November 1937 und April 1938 eingehenden Versuchsfahrten bei der LVA Grunewald unterzogen, wobei insgesamt 5.700 Kilometer Laufleistung zurückgelegt wurden. Danach war das Fahrzeug zur Betriebserprobung auf schwierigen Hügelland-Strecken beim Bahnbetriebswerk Kempten bis September 1938 im Einsatz und wurde danach wieder Karlsruhe zugeteilt.

## DB VT 32.5 / VT 33.5
Während des Krieges waren die Fahrzeuge größtenteils nicht eingesetzt. Nach 1945 kamen sie zum  Bahnhof Offenburg. Vom VT 137 161 ist aus der Zeit bekannt, dass er bis 1949 Salontriebwagen des Präsidenten der französischen Sektionsverwaltung war. Auf Grund ihrer Motoren hatten sie zunächst die Bezeichnung VT 32 500 und VT 32 501 erhalten, nach einem Motortausch waren sie als VT 33 501 und VT 33 502 eingereiht. Beide Triebwagen waren danach im Bahnbetriebswerk Landau beheimatet.
1960 wurde der ehemalige 137 160 ausgemustert, 1963 folgte dann der ehemalige 137 161.

## Fahrzeugbeschreibung
Die Unterschiede zu den DR 137 094 … 223 waren der vergrößerte Achsstand des Maschinendrehgestells mit 4.000 Millimeter und die geänderte Innenraumgestaltung.
Die größten Unterschiede ergaben sich aus der Maschinenanlage. Ursprünglich waren die Fahrzeuge mit einem Motor mit zwei Kurbelwellen ausgerüstet. Diese beiden Kurbelwellen waren über ein Zahnradgetriebe auf einem gemeinsamen Motorausgang vereinigt. Diese Motoren waren in einem Großversuch in 46 Triebwagen verschiedener Bauarten vor 1939 eingesetzt. Offensichtlich hatten sich die Motoren im Betriebsdienst bewährt, denn erst nach 1949 erfolgte der Motorwechsel. Das hydrodynamische Getriebe von Voith war ein Wandler/Kupplung-Getriebe. Die Umschaltung vom Wandler auf die Strömungskupplung geschah bei etwa 56 km/h und erfolgte bei diesem Getriebe nicht automatisch, sondern musste vom Lokführer übernommen werden. Das Füllen und Entleeren der Kreisläufe wurde mit einer kurzzeitigen Überschneidung vorgenommen, so dass sich keine Zugkrafteinschränkung ergaben.